# Rassemblement national populaire

Emblem des RNP

Rassemblement National Populaire (RNP, deutsch „Nationaler Zusammenschluss des Volkes“) war eine rechtsextreme französische Partei, die unter dem Vichy-Regime für die Kollaboration mit der deutschen Besatzungsmacht eintrat. Die Partei wurde 1941 von Marcel Déat gegründet und stand sowohl den Ideen des italienischen Faschismus als auch dem französischen Neosozialismus nahe. Mit dem Ende der deutschen Besatzung Frankreichs im Sommer 1944 und der Flucht des Parteigründers nach Deutschland löste sich die RNP auf.

## Geschichte
Gründer und beherrschende Figur in der RNP war Marcel Déat. Déat wurde 1933 aus der Französischen Sektion der Arbeiter-Internationale ausgeschlossen und gründete daraufhin seine eigene Partei PSDF, mit der er 1936 kurzzeitig einen Ministerposten im Kabinett Sarraut erlangen konnte. Im Sommer 1940 besiegte die deutsche Wehrmacht die französische Armee und die British Expeditionary Force (BEF) im Westfeldzug und Frankreich kapitulierte. Nach der Proklamation des Vichy-Regimes schlug Déat erstmals die Bildung einer französischen Einheitspartei vor. Im Dezember 1940 verhaftete die französische Polizei Déat kurzzeitig.

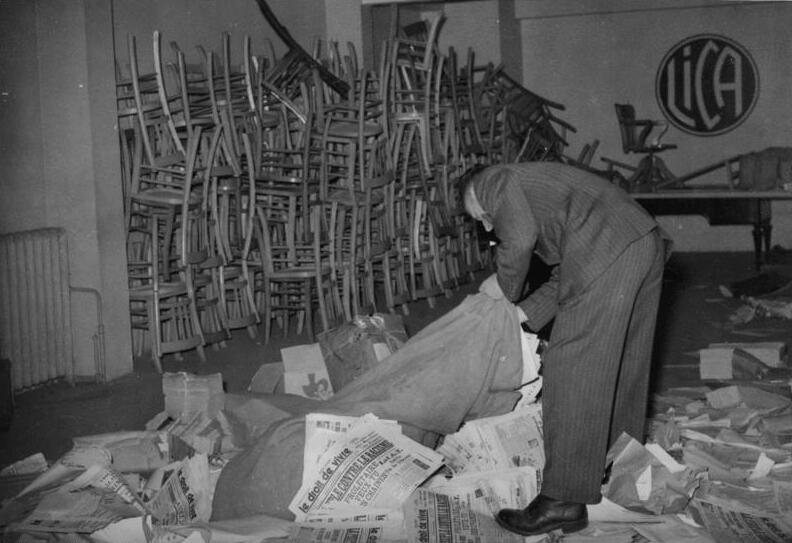
Ein RNP-Mitglied bei der Besetzung eines Büros der pro-jüdischen LICA (April 1941)

Im Februar 1941 gründete Déat schließlich die RNP, die neben der Parti populaire français (PPF) von Jacques Doriot und der Parti Franciste von Marcel Bucard zu den wichtigsten politischen Vertretern der französischen Kollaboration werden sollte. Die deutschen Besatzungsbehörden in der Person des Politischen Leiters der Propagandaabteilung, Ernst Achenbach, verfügten die Fusion von RNP und der Rechtsaußenpartei MSR von Eugène Deloncle, einem Mitglied der terroristischen Cagoule. Das erste gemeinsame Führungsgremium von RNP-MSR bestand aus zwei Vertretern der RNP und drei der MSR: Déat, Jean Vanor, Eugène Deloncle, Jean Fontenoy und Jean Goy.
Die Fusion von RNP und MSR erwies sich als Fehlschlag. Zum Teil war dies eine Folge der unterschiedlichen politischen Herkunft der Mitglieder: Die RNP rekrutierte hauptsächlich unter ehemaligen Anhängern der französischen Linken, während die MSR-Mitglieder aus der extremen Rechten stammten. So kam es zu keiner Durchmischung von RNP und MSR. Stattdessen behielt die MSR de facto ihre Unabhängigkeit innerhalb der RNP-MSR und bildete den Sicherheitsdienst der Partei. Am 27. August 1941 unternahm Paul Collette einen Attentatsversuch auf Pierre Laval, den Premierminister im Kabinett Pétain, und Marcel Déat. Danach beschuldigte Déat die MSR, Drahtzieher des Attentats zu sein. Im Oktober 1941 wurde die MSR aus der RNP ausgeschlossen, was in eine Phase der Reorganisation der RNP bis Anfang 1942 mündete.
Die Ideologie der RNP war klar faschistisch ausgerichtet, was sich in ihrer antisemitischen und rassistischen Politik und großer Bewunderung für Nazi-Deutschland zeigte. Dennoch gab es Differenzen gegenüber der Ausrichtung der PPF von Jacques Doriot: Die RNP befürwortete gewisse republikanische Prinzipien wie das Allgemeine Wahlrecht, freien Zugang zu Bildung und Antiklerikalismus und trat auch für entsprechende symbolische Gesten wie die Bewahrung der Mariannen-Statuen in Rathäusern auf. Diese politischen Ideen sorgten für ständige Konflikte zwischen der RNP und den reaktionäreren Elementen der Vichy-Regierung, die der révolution nationale nahestanden und der monarchistischen ultra-rechten Action française entstammten.
Taktisch unterstützte die RNP Pierre Laval und kritisierte die „Vichy Reaktionäre“ und die PPF. Marcel Déat unterhielt enge Beziehungen zum deutschen Botschafter in Paris, Otto Abetz, während sich Doriot an der SS orientierte. Nachdem Laval im April 1942 wieder in die Vichy-Regierung eingetreten war, unternahm Déat große Anstrengungen, eine vereinte Partei der Kollaboration zu schaffen, deren alleinige Führung er anstrebte. Im November 1942 trafen sich die RNP-Führer Déat und Georges Albertini mit MSR-Führern wie Georges Soulès. In Folge dieses Treffens gründete die RNP-Führung die Front Révolutionnaire National (FRN), die mit Ausnahme der Doriot-Partei PPF die wichtigsten Kollaborationsparteien bündelte: RNP, MSR, Parti Franciste, Groupe Collaboration, Jeunes de l’Europe Nouvelle und das Comité d’Action Antibolchévique.
Weiter gewann Déat für seines Sache auch Jean Fossati, den Generalsekretär der PPF. Zum Leiter der FRN ernannte Déat den aus der PPF stammenden Henri Barbé. Letztlich war die PPF jedoch ein Fehlschlag.
Im März 1944 wurde Déat zum Minister für Arbeit und Nationale Solidarität ernannt. Er nutzte diese Gelegenheit, RNP-Anhänger zu ministerialen Assistenten zu ernennen, darunter Georges Albertini, Georges Dumoulin, Ludovic Zoretti und Gabriel Lafaye. Ab diesem Zeitpunkt konzentrierte sich Déat jedoch mehr auf seine Aufgabe als Minister, und vernachlässigte die RNP.
Nach der Landung in der Normandie und dem Durchbruch der Alliierten während der Kesselschlacht von Falaise war die Befreiung von Paris absehbar. Déat flüchtete am 17. August 1944 nach Deutschland, wo er mit anderen Mitgliedern der Regierung Pétain in Sigmaringen unterkam. Von den RNP-Mitgliedern begleitete ihn dorthin nur Roland Gaucher, der die Jugendorganisation der RNP geleitet hatte.

## Organisation
Die RNP hatte zum Zeitpunkt ihres größten Erfolges bis zu 30.000 Mitglieder. Andere Angaben sprechen von nur 2.638 Parteimitgliedern, von denen knapp 13 Prozent Industriearbeiter gewesen seien.
Hauptpublikation der RNP war die Zeitschrift Le National Populaire, die von Roland Gaucher geleitet wurde. Die Partei wurde daneben auch von Déats Tageszeitung L’Œuvre unterstützt.
Die Jugendorganisation der RNP war die Jeunesses nationales populaires (JNP), die u. a. von Roland Silly und Gaucher geleitet wurde. Gaucher gehörte 1972 zu den Mitgründern der Front National.

## Bekannte RNP-Mitglieder
Die RNP wurden von einer ständigen Kommission von 15 Mitgliedern geleitet. Im Februar 1943 gehörten dazu:
- Präsident: Marcel Déat
- Generalsekretär: Georges Albertini[5], vormals Sekretär der Jeunesses socialistes
- Vizepräsident (ab Januar 1943): Maurice Levillain (Neo-Sozialist)
- Vizepräsident (ab Januar 1943): Michel Brille, ehemaliger Abgeordneter der Alliance démocratique
- Henri Barbé, vormals Politbüromitglied der Parti communiste français, dort 1934 ausgeschlossen und von 1936 bis 1939 Generalsekretär der PPF
- René Benedetti, Neo-Sozialist
- Francis Desphilippon
- Georges Dumoulin, leitete das Centre syndicaliste de propagande[6]
- Emile Favier, Neo-Sozialist
- Jacques Guionnet
- Gabriel Lafaye, Neo-Sozialist, war 1938 Staatssekretär im Kabinett von Camille Chautemps
- Barthélémy Montagnon, ehemals Vertreter Frankreichs in der Section française de l’Internationale ouvrière, 1933 ausgeschlossen, dann Neo-Sozialist
- Georges Rivollet, 1934–1935 Minister für Kriegsveteranen
- Roland Silly, vormals Mitglied der Section française de l’Internationale ouvrière
- Ludovic Zoretti, Gewerkschaftsfunktionär

Ausgeschlossen wurden u. a.:
- Jean Goy, Konservativer, ausgeschlossen 1942 als zu „moderat“
- Charles Spinasse, Minister der Volksfront, ausgeschlossen 1942 als zu „moderat“
- René Château, ausgeschlossen 1943

Weitere RNP-Mitglieder:
- François Brigneau, später Mitgründer der Front National[7]
- Pierre Célor
- Roland Gaucher, später Mitgründer der Front National[8]
- André Grisoni
- Fernand Hamard
- Henri Jacob
- Paul Perrin